# Macoma limula
Macoma limula är en musselart som beskrevs av Dall 1895. Macoma limula ingår i släktet Macoma och familjen Tellinidae. Inga underarter finns listade i Catalogue of Life.